# Ilmari Armas-Eino Martola
El General de Infantería Ilmari Armas-Eino Martola fue un oficial superior finlandés de activa participación en la Segunda Guerra Mundial y en operaciones de paz de las Naciones Unidas.
Además de diversos cargos militares, desempeñó otros de índole civil. Fue presidente de la cruz roja de Finlandia, vicejefe de la Asociación para el bienestar de las viudas de guerra, y vicepresidente de la Asociación de Veteranos de la Guerra Mundial. También fue miembro del Comité para la organización de los Juegos Olímpicos de Helsinki 1952.

## Datos Bibliográficos
Nacido en Raahe, Finlandia, en 1896. Era hijo de Johan Martola y Anna Maria Cecilia Simelius. Era casado y tenía dos hijos.
Falleció el 5 de febrero de 1986 en Helsinki, Finlandia.

## Carrera militar
- 1915: Martola deja los estudios universitarios. Se une al movimiento Jäger. Se desplaza a Alemania donde recibe entrenamiento militar y es destinado al Batallón Jäger 27.
- 25 de febrero de 1918: retorna a Finlandia. Con el 1.er Regimiento Jäger participa en la guerra civil finlandesa. En abril es herido.

- 1919/21: cursa en la Escuela Nacional de Guerra de Francia.

- 1923/4: miembro del comité de Revisión de la Defensa.

- 1927 / 1928. jefe del Regimiento Savo Jäger y comandante a cargo de la Brigada Savo.

- 1926/34: miembro de la comisión de desarme en Génova.

- 1928/31: agregado militar en París.

- 1931: asciende a coronel.

- 1939/40: en servicio en el Istmo de Karelia.

- 19 de febrero / 30 de mayo de 1939: Comandante de la 1.ª División de Finlandia.

- 1941: asciende a Mayor General.

- 31 de mayo de 1940 / 14 de mayo de 1942: jefe de Estado Mayor de las Tropas de Interior.

- 14 de mayo de 1942 / 7 de julio de 1944: comandante de la 2.ª División de Finlandia.

- 8 de julio de 1944 / 21 de septiembre de 1944: Comandante del Vito cuerpo de Ejército.

- 1944: viceministro de relaciones exteriores de Finlandia.

- 30 de noviembre de 1944: pasa a retiro.

- 1944/6: gobernador de la provincia de Uusimaa.

- 10 de noviembre de 1956 / agosto 1957: el Secretario General de las Naciones Unidas, Dag Hammarskjóld, designa al Grl Martola como su asesor personal en la fuerza de Policía que las Naciones Unidas envían al Oriente Medio (UNEF).

- 6 de mayo de 1966: Con el grado de Mayor General, retirado y a la edad de 70 años, es nombrado por el Secretario General de las Naciones Unidas U Thant como comandante de UNFICYP en reemplazo del General Subayya Thimayya, de la India que murió en el cargo cinco meses antes de un ataque cardíaco.

- Diciembre 1966: asciende a Teniente General.

- 20 de diciembre de 1969: Relevado en su cargo por el Grl Dewan Prem Chand (India).

- Junio de 1982: asciende a General de Infantería.